# 야다 스케타케

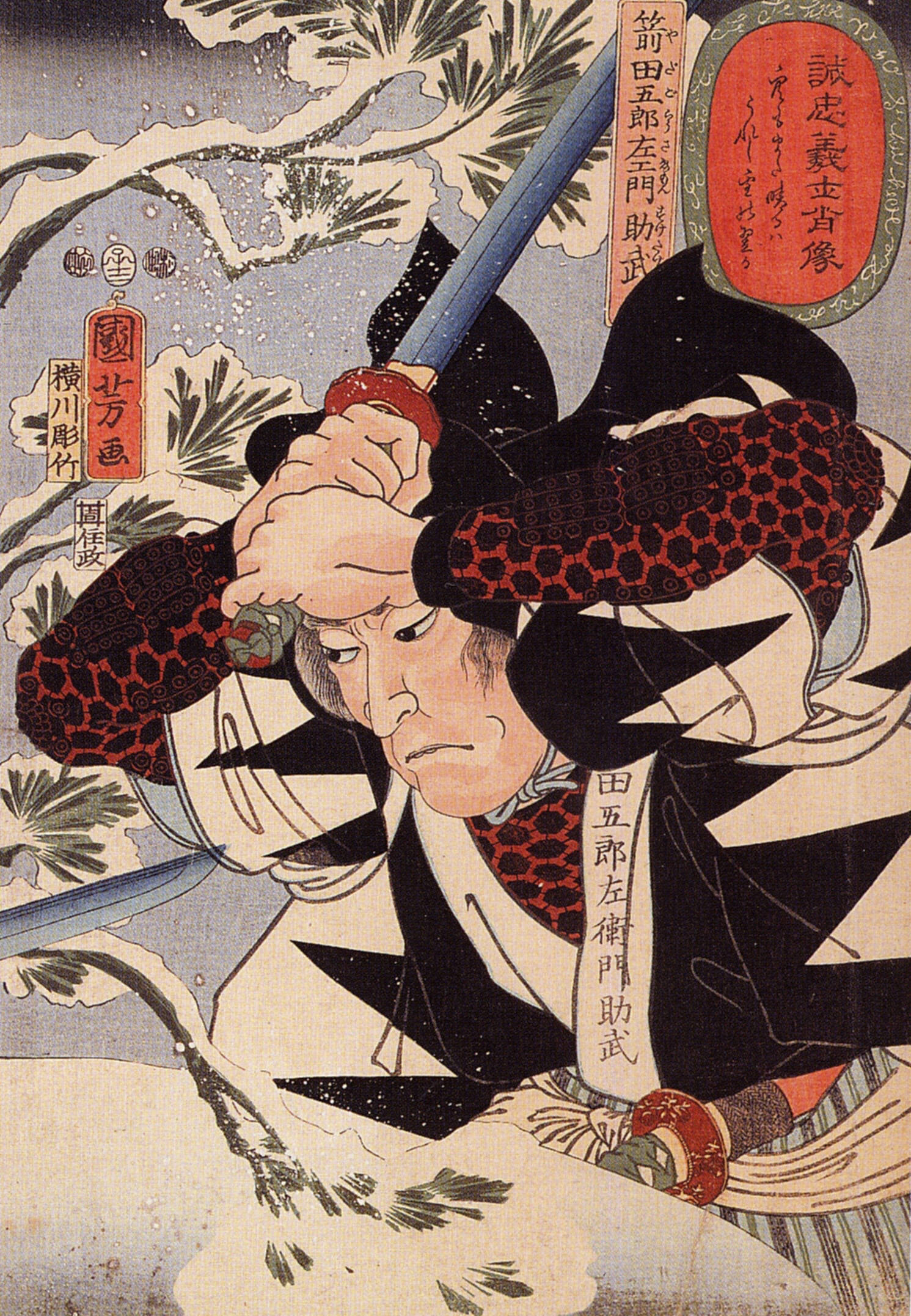
『성충 의사 초상』 (우타가와 쿠니요시 作)

야다 스케타케(일본어: 矢田 助武 やだ すけたけ[*], 엔호 3년 (1675년) - 겐로쿠 16년 2월 4일 (1703년 3월 20일))는 에도시대 전기의 무사이다. 아코 낭사 47사 중 한명이다. 통칭 고로에몬(일본어: 五郎右衛門 ごろうえもん[*])이다.

## 생애
엔호 3년 (1675년), 아코번 아사노씨 가문 야다 리헤에의 아들로 태어났다. 어머니는 타나카 야헤에의 딸이다.
죠쿄 3년 (1686년)에 아버지의 사망으로 가독 상속, 에도 근무 번사가 되어 우마마와리역을 맡았다 (150석). 겐로쿠 8년 (1695년)에는 이타미 우에몬의 딸과 결혼해, 그 사이에 야다 사쿠쥬로를 얻었다. 겐로쿠 14년 (1701년) 3월 14일, 아사노 나가노리가 키라 요시히사를 칼로 상처를 입혔을 때, 에도에 있었다. 번저를 몰수당했기 때문에 그곳을 나와 시바 하마마츠쵸 3초메의 셋집으로 옮겼다. 에도 급진파의 한 사람으로 활약해, 토벌 직전인 겐로쿠 15년 (1702년) 11월에 혼쇼바야시쵸의 호리베 타케츠네의 셋집으로 옮겼다.
키라 저택 토벌에서는 정문대에 속해 싸웠고, 토벌 후에는 쿠마모토번주 호소카와 츠나토시의 저택에 맡겨졌다. 겐로쿠 16년 (1703년) 2월 4일에 호소카와가 가신 타케다 히라다유의 카이샤쿠로 할복했다. 향년 29세, 계명은 인법참검신사(刃法参劔信士)이다.
아들 사쿠쥬로는 아내의 큰아버지인 하타모토 오카베 카츠시게에게 맡겨졌는데, 이 사건으로 마치부교 호다 에치젠노카미가 불러냈다. 사쿠쥬로는 당시 9살이지만 의연한 태도로 이에 임했다고 알려져 주위에서 호평을 받았다. 그 후, 사쿠쥬로는 친척 요시카와 의 양자가 되어 요시카와 후지노죠로 이름을 바꿨다. 오카베 가문에서 오랫동안 돌봤다고 하지만, 그 후의 상세한 사항은 알 수 없다.